# Virgiliu Postolachi
‌
Virgiliu Postolachi, né le 17 mars 2000 à Edineț, est un footballeur international moldave qui joue comme attaquant pour le CFR Cluj.

## Biographie

### Carrière en club
Né à Edineț en Moldavie, il arrive à l'âge de deux ans en France. Il rejoint en 2013 l'académie des jeunes du Paris Saint-Germain. En 2016, il est sacré champion de France U17 avec le PSG. Une performance qu’il réitère la saison suivante, inscrivant même un doublé en finale face à l’AS Monaco (3-0). Il signe son premier contrat professionnel lors de l’été 2018. Avec les U19, il découvre la Youth League (6 matchs, 2 buts) avant d’intégrer l’équipe réserve parisienne en National 2.
Il rejoint Lille le 18 juillet 2019. Il signe un contrat de quatre ans avec Les Dogues et est d'abord affecté à l'équipe réserve du club.
Postolachi rejoint le club belge de Mouscron avant la saison 2020-2021. Il fait ses débuts professionnels le 8 août 2020 lors d'un match nul 1-1 contre le Royal Antwerp. Le 31 janvier 2021, Postolachi est prêté au club danois de 1ère division Vendsyssel FF pour le reste de la saison,.
Le 20 juillet 2022, il signe à l'UTA Arad pour une durée de deux ans.
Le 22 juillet 2023, il est transféré au GF38 pour trois saisons. L'indemnité de transfert est estimée à trois cent milles euros.

### Carrière internationale
Postolachi rejette les appels de l'équipe nationale de Moldavie,. La Roumanie essaye de l'intégrer à son équipe nationale, mais ne reçoit pas l'autorisation de l'UEFA et de la FIFA.
En janvier 2021, Postolachi rejoint le camp d'entraînement de l'équipe des moins de 21 ans de Moldavie et dispute un match amical contre Sfîntul Gheorghe. Il fait ses débuts seniors le 25 mars 2021 lors d'un match nul 1-1 contre les îles Féroé.

## Statistiques
| Saison                | Club                  | Championnat           | Championnat | Championnat | Championnat | Coupe(s) nationale(s) | Coupe(s) nationale(s) | Coupe(s) nationale(s) | Compétition(s) continentale(s) | Compétition(s) continentale(s) | Compétition(s) continentale(s) | Compétition(s) continentale(s) | Total | Total | Total |
| Saison                | Club                  | Division              | M.          | B.          | P.d.        | M.                    | B.                    | P.d.                  | Comp.                          | M.                             | B.                             | P.d.                           | M.    | B.    | P.d.  |
| 2020-2021             | Royal Excel Mouscron  | Jupiler Pro League    | 6           | 0           | 0           | -                     | -                     | -                     | -                              | -                              | -                              | -                              | 6     | 0     | 0     |
| 2021-2022             | Royal Excel Mouscron  | Proximus League       | 7           | 0           | 0           | 1                     | 0                     | 0                     | -                              | -                              | -                              | -                              | 8     | 0     | 0     |
| Sous-total            | Sous-total            | Sous-total            | 13          | 0           | 0           | 1                     | 0                     | 0                     | -                              | -                              | -                              | -                              | 14    | 0     | 0     |
| 2020-2021             | Vendsyssel FF (prêt)  | 1.Division            | 14          | 0           | 0           | -                     | -                     | -                     | -                              | -                              | -                              | -                              | 14    | 0     | 0     |
| Sous-total            | Sous-total            | Sous-total            | 14          | 0           | 0           | -                     | -                     | -                     | -                              | -                              | -                              | -                              | 14    | 0     | 0     |
| Total sur la carrière | Total sur la carrière | Total sur la carrière | 27          | 0           | 0           | 1                     | 0                     | 0                     | -                              | -                              | -                              | -                              | 28    | 0     | 0     |

## Vie privée
Né en Moldavie, Postolachi a déménagé en France à l'âge de deux ans. Il possède également les nationalités française et roumaine.